# میدان قراچاجانک
میدان قراچاجانک (به انگلیسی: Karachaganak Field) از میادین نفتی و گازی قزاقستان است، که در فاصله ۱۵۰ کیلومتری شرق شهر اورال، در شمال غربی این کشور قرار دارد.
میدان گازی قراچاجانک در سال ۱۹۷۹ کشف شد و تولید آن از ۱۹۸۴ آغاز گردید. میزان ذخیره درجای گاز طبیعی این میدان بالغ بر ۱٫۳۷۱ تریلیون متر مکعب برآورد می‌شود. ظرفیت تولید نفت خام میدان قراچاجانک به‌طور میانگین معادل ۲۰۰ هزار بشکه در روز می‌باشد و تولید روزانه گاز آن در حدود ۶۵۰ میلیون فوت مکعب اعلام شده‌است.
میدان قراچاجانک متعلق به کنسرسیومی متشکل از شرکت‌های لوک اویل (از روسیه)، گروه بی‌جی (از بریتانیا)، شورون (از ایالات متحده آمریکا)، انی (از ایتالیا) و کزمونای‌گس (قزاقستان) می‌باشد، که وظیفه توسعه میدان را تا سال ۲۰۴۰ میلادی برعهده خواهد داشت.